# Julus tonginus
Julus tonginus är en mångfotingart som beskrevs av Karsch 1881. Julus tonginus ingår i släktet Julus och familjen kejsardubbelfotingar. Inga underarter finns listade i Catalogue of Life.